# Schlacht von Yassı Çemen
Die Schlacht von Yassı Çemen fand am 10. August 1230 in der Nähe von Erzincan zwischen den verbündeten Rum-Seldschuken und Ayyubiden und dem Choresm-Schah statt.

## Gründe
Die Choresm-Schahs aus der Dynastie der Anuschteginiden herrschten über einen Staat, der im 12. Jahrhundert im heutigen Turkmenistan, Usbekistan und Afghanistan an Macht gewann und auch im Iran und in Aserbaidschan Einfluss ausübte. Als Dschingis Khan 1220 in Zentralasien mit seinen Angriffen begann und die Mongolen u. a. die Städte Samarkand, Buchara und Gurgandsch eroberten, setzten sie der Herrschaft der Choresm-Schahs ein Ende. Dschalal ad-Din, der letzte Herrscher des Choresmischen Reiches, musste nach Indien fliehen, nachdem ihn die Mongolen in der Schlacht am Indus geschlagen hatten. Später wandte sich Dschalal ad-Din dann mit seinem Heer nach Ostanatolien, wo er 1229 Ahlat belagerte. Nach acht Monaten der Belagerung eroberte er die Stadt schließlich und plünderte sie. Daraufhin war ein Krieg zwischen den anatolischen Rum-Seldschuken und den Choresmiern unausweichlich.

### Der Erfolg der Mongolen in diesem Krieg
Nach dem Sieg der Mongolen über den Choresm-Schah vereinigten die Choresmier sich mit den Rum-Seldschuken. Die Mongolen sahen dies als Gefahr und plünderten, als choresmische Soldaten verkleidet, einige Dörfer der Rum-Seldschuken. Der seldschukische Sultan beschuldigte Dschalal ad-Din und glaubte ihm nicht, als er in einem Brief seine Unschuld beteuerte. So verschlechterte sich ihre Beziehung und sie entzweiten sich.

### Die Festung Ahlat
Währenddessen hatte der alte Gouverneur Ahlats, Hacip Ali, die Festung in Ahlat zurückerobert. Als Dschalal ad-Din dies hörte, machte er sich auf, seinerseits die Festung zurückzuerobern. Aber da Hacip Ali den seldschukischen Sultan auf seiner Seite hatte, forderte dieser Dschalal ad-Din auf, die Belagerung abzubrechen. Dschalal ad-Din sagte, dass die Festung ihm gehörte und dass Hacip Ali ein Besatzer sei, doch der Sultan hörte nicht darauf. Wegen dieses Vorfalls und des erbosten Briefwechsels zwischen beiden kündigte sich ein Krieg an.

## Die Entwicklung des Krieges
1230 setzte der Sultan der Rum-Seldschuken Kai Kobad I. zum Angriff gegen die Choresmier in Ostanatolien an. Die Heere trafen bei Yassı Çemen in der Nähe von Erzincan aufeinander. Die Seldschuken brachten Dschalal ad-Din eine schwere Niederlage bei. Der besiegte Dschalal ad-Din floh und wurde ein Jahr später in den Bergen bei Meyyafarik ermordet.

## Die Folgen des Krieges
Nach diesem Sieg konnte Kai Kobad I. seine Grenzen bis nach Tiflis ausbreiten. Er eroberte Städte wie Ahlat, Bitlis, Van, Adilcevaz und Malazgirt. Allerdings entfiel nun das Gebiet der Choresmier als Pufferzone, was zum direkten Kontakt zwischen Rum-Seldschuken und Mongolen führte. Unter Chormagan Noyan drangen die Mongolen in Anatolien ein. Schlussendlich besiegten sie 1243 die Rum-Seldschuken in der Schlacht vom Köse Dağ unter der Führung Baijus und fielen noch tiefer nach Anatolien ein.
Als Gründe für die Niederlage der Choresmier werden in einigen Quellen Folgendes angegeben:
1. Die türkisch-muslimischen Choresmier wollten nicht gegen ein anderes türkisch-muslimisches Heer, wie es die Rum-Seldschuken waren, kämpfen.
2. Durch die jahrelangen Kämpfe gegen die Mongolen waren die Choresmier ermüdet.

Das Volk und die Adeligen der Choresmier flohen vor den Mongolen und suchten Zuflucht in Anatolien. Nach einigen Quellen hätte ein Frieden zwischen Choresmiern und Rum-Seldschuken eine wirksamere Verteidigung gegen die Mongolen bewirken können.